# Rebétiko (film)
Pour plus de détails, voir Fiche technique et Distribution.
Rebétiko (Ρεμπέτικο) est un film grec réalisé par Cóstas Férris, sorti en 1983.
Son scénario s'inspire de la vie de la chanteuse Maríka Nínou.
Avec un budget de 35 millions de drachmes, Rebetiko est le film le plus cher de l'histoire du cinéma grec.

## Synopsis
Smyrne, 1919 : Adriánna, la femme du chanteur rebetis Panayís, met au monde la petite Maríka. Les relations du couple sont conflictuelles et au cours d'une dispute Panayís tue Adriánna par accident. Quelques années plus tard Maríka fait la connaissance de Yannis, un prestidigitateur, dont elle a un enfant. Après la naissance de celui-ci, Yiannis, voyant que son activité n'a plus de succès, décide de quitter la Grèce. Marika et un de ses amis, le violoniste Yorgakis, se retrouvent dans la taverne où se produisent Babis et son orchestre.

## Fiche technique
- Titre : Rebétiko
- Titre original : Ρεμπέτικο
- Réalisation : Cóstas Férris
- Scénario : Cóstas Férris et Sotiría Leonárdou
- Photographie : Takis Zervoulakos
- Direction artistique : Manolis Maridakis
- Décors : Manolis Maridakis
- Costumes : Maria Maniati
- Musique : Stávros Xarchákos, paroles de plusieurs chansons de Níkos Gátsos
- Montage : Yanna Spyropoulo
- Société de production : Rebetiko Ltd, Centre du cinéma grec
- Budget : 35 millions de drachmes[1]
- Pays d'origine : Grèce
- Pays d'origine :  Grèce
- Langue : grec
- Format :  Couleurs - 35 mm - 1:1.66
- Genre : drame
- Durée : 148 minutes
- Dates de sortie : octobre 1983 (Festival du film de Thessalonique)

## Distribution
- Sotiría Leonárdou : Maríka
- Níkos Kalogerópoulos : Babis
- Michális Maniátis : Yorgakis
- Thémis Bazáka : Adrianna
- Níkos Dimitrátos : Panayis
- Víky Vaníta : Rosa

## Récompenses
- En 1983, le film a été récompensé par quatre prix au  Festival du film de Thessalonique. Les prix comprennent les catégories "Meilleur film", "Meilleur rôle féminin", "Meilleur second rôle féminin" et un prix spécial pour la musique. Sotiria Leonardou a été récompensée pour son interprétation de Ninou.
- En 1984, le film a remporté l'Ours d'argent au Festival du film de Berlin. Il a également été nommé pour l'Ours d'or.
- La même année, le film a reçu le prix spécial du jury (Special Jury Award) au Festival de Valence.
- 1984, le film a reçu le prestigieux Grand Prix du Festival du film d'Alexandrie.
- En 2000, il a été élu film grec le plus populaire dans l'Internet Movie Database.